# بقعة فوكس
بُقعة فوكس (بالإنجليزية: Fuchs spot)‏ أو بقعة «فوكس-غوكل» الشبكية (بالإنجليزية: Gokul-Fuchs' retinal spot)‏، هي تَنَكُّس بقعة الشبكية في حال قصر النظر. يتناسب حجم بُقع فوكس مع شدة مرضية قصر النظر.

## التسمية
اكتسبت هذه البُقع اسمها «فوكس» من اسم أحد الشخصين اللذَين وصفا ذلك المرض:
1. إرنست فوكس، الذي وصف الآفة المصطبغة في عام 1901م.
2. فورستر، الذي وصف تكوّن غير عادي لخلايا الدم الحمراء تحت الشبكية (بالإنجليزية: subretinal neovascularisation)‏ في عام 1862.[1]

## الأعراض
أول علامات بقعة فوكس هي تشوه رؤية الخطوط المستقيمة بالقرب من النقرة المركزية في العين، والتي تتحول في وقت لاحق إلى البقع الموصوفة بدقة نموذجية بعد امتصاصها للنزيف، وتتبقى مكانها ندبة صبغية.
تتأثر الرؤية المركزية كما في الضمور البقعي.
يؤدي الضمور إلى فقدان اثنين أو أكثر من خطوط مخطط سنيلين.